# Dobrosloveni (gmina)
Dobrosloveni – gmina w Rumunii, w okręgu Aluta. Obejmuje miejscowości Dobrosloveni, Frăsinetu, Potopinu, Reșca i Reșcuța. W 2011 roku liczyła 3736 mieszkańców.